# The Dillinger Escape Plan
I The Dillinger Escape Plan sono stati un gruppo musicale che univa al metalcore generi come il free jazz e l'industrial con diverse variazioni nei tempi e un uso della chitarra ispirato direttamente al jazz. Sono molto conosciuti per l'intensità delle loro composizioni, per la forte dose di violenza del loro stile e per l'efficacia dei loro show. Il nome del gruppo si riferisce al criminale John Dillinger, di cui, nei loro primissimi concerti, venivano fatti sentire dei sample con la sua voce.
Il gruppo fa parte della new wave of American heavy metal.

## Storia del gruppo

### 1996-1999: Gli esordi

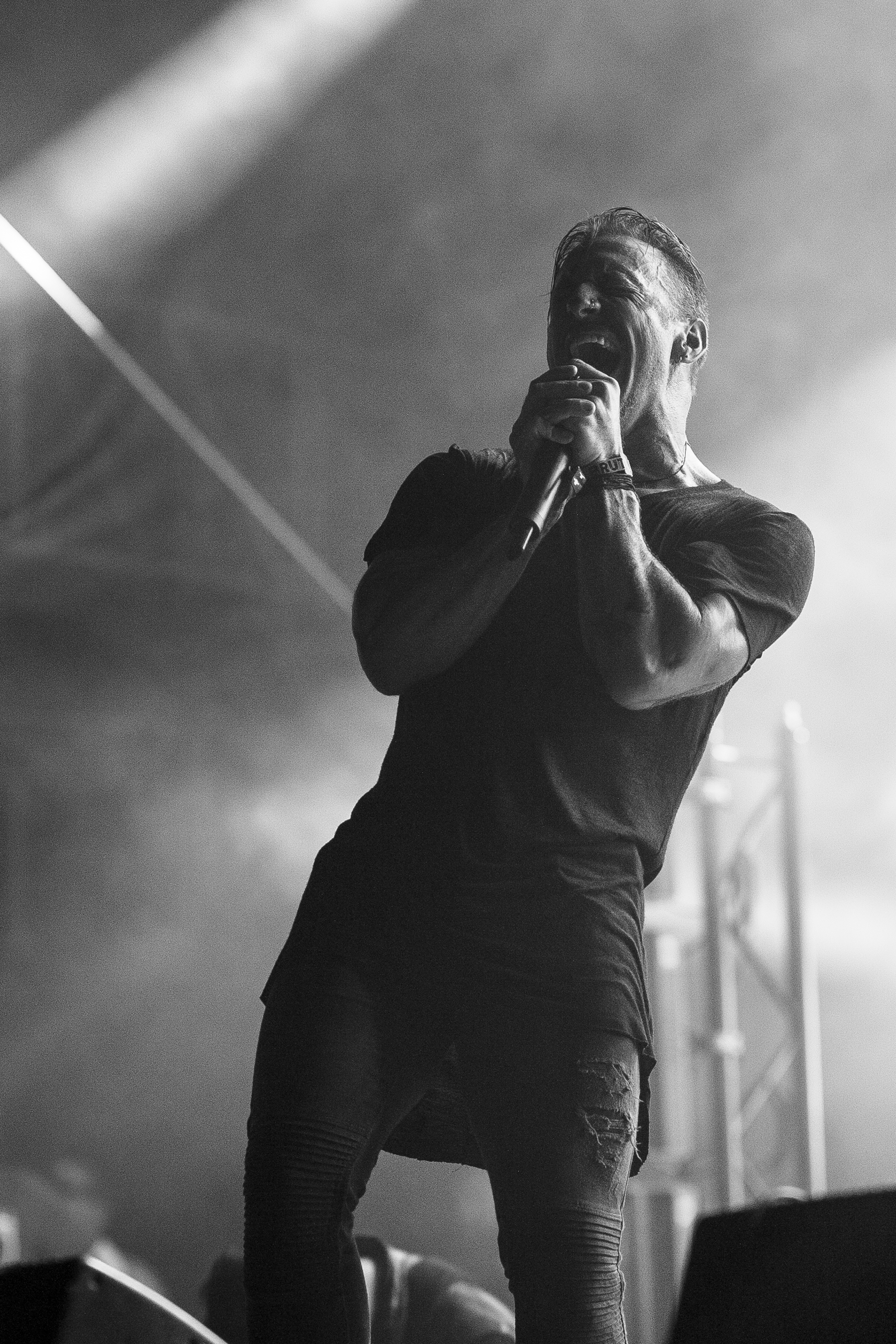
I The Dillinger Escape Plan nel 2017

La band nacque come gruppo hardcore col nome Arcane. La formazione era composta dal cantante Dimitri Minakakis, i chitarristi Ben Weinman e Derek Brantley, il batterista Chris Pennie ed il bassista Adam Doll.
Il gruppo suonò due volte col nome Dillinger Escape Plan prima dell'uscita di Brantley. Grazie al manager ed amico Tom Apostolopoulos la band registrò una demo per la Now or Never Records. Poco prima del primo tour, John Fulton entrò a far parte del gruppo, riempiendo così lo spazio lasciato da Derek Brantley.
I Dillinger Escape Plan raggiunsero una certa notorietà nella scena hardcore statunitense grazie all'intensità delle loro performance, e, grazie a questa notorietà, riuscirono a farsi notare da un rappresentante della Relapse Records che, immediatamente dopo un concerto, fece firmare al gruppo un contratto per la produzione di diversi dischi.
Fulton suonò sull'EP di debutto Under the Running Board prima di lasciare il gruppo nel 1998.

### 1999-2001

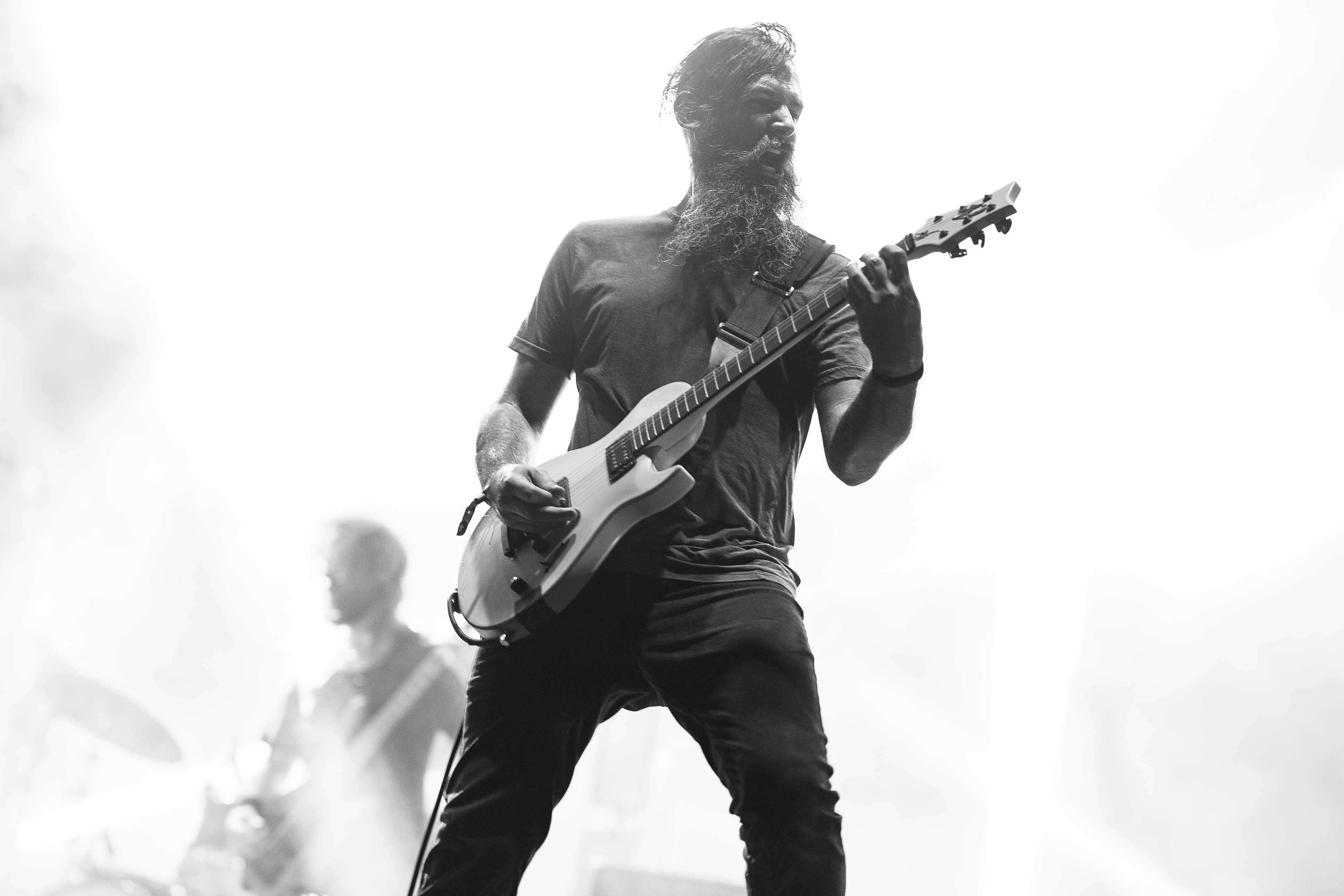
I The Dillinger Escape Plan durante il loro tour finale in Europa

L'EP servì come anticipazione del loro primo full-length, Calculating Infinity (1999), una vera pietra miliare che ha contribuito fortemente all'innovazione del metal odierno. Prima delle registrazioni però, il bassista Adam Doll fu coinvolto in un incidente stradale, a causa del quale rimase per sempre paralizzato fino alla vita. L'incidente non sembrò inizialmente molto grave; a costringerlo alla paralisi fu però un frammento dell'automobile che gli si conficcò nella spina dorsale.
Weinman suonò quindi sia il basso sia la chitarra sul disco. In seguito, il posto di bassista venne coperto da Minakakis. Il chitarrista Brian Benoit chiese poi di provare a prendere il posto lasciato vacante da John Fulton, e, visti gli ottimi risultati, prese definitivamente posto nel gruppo.
Calculating Infinity venne acclamato sia dalla stampa specializzata sia dal pubblico, attirando le attenzioni del cantante Mike Patton (Faith No More, Mr. Bungle, Fantômas, Tomahawk), che chiese ai Dillinger Escape Plan di fare una serie di concerti coi Mr. Bungle. Jeff Wood, bassista dei M.O.D., entrò a far parte della band durante il tour.
Il gruppo accettò l'invito dei Mr. Bungle e continuò poi con una serie di show lungo gli Stati Uniti con i Candiria, tour che col tempo diventarono sempre più spettacolari grazie all'aggiunta di sample, giochi di luce e di fuoco. Dopo alcuni mesi di tournée, incluse apparizioni al Warped Tour ed al March Metal Meltdown, il gruppo e Wood si separarono per la voglia di quest ultimo di dar vita ad un nuovo progetto chiamato Shat, e, Liam Wilson, bassista degli Starkweather, prese il suo posto.
Nel 2000 la Now or Never Records ripubblicò l'album omonimo con l'aggiunta di alcune bonus track. In seguito Minakakis lasciò il gruppo, e dopo alcuni show senza cantante e dopo essersi riuniti con Minakakis per due ultime date, il gruppo cominciò una ricerca a livello nazionale del suo sostituto, pubblicando in internet una versione strumentale della canzone "43% Burnt" e invitando gli aspiranti cantanti a registrare la propria voce sopra quella della registrazione.
Durante la ricerca del nuovo cantante il gruppo registrò due canzoni per un tributo ai Black Flag e pubblicò un EP, intitolato Irony Is a Dead Scene, con Mike Patton alla voce. Il gruppo suonò poi al Krazy Fest di Louisville, dove Sean Ingram dei Coalesce diventò il nuovo cantante.
Alla fine del 2001 i The Dillinger Escape Plan incontrarono Greg Puciato, uno degli aspiranti cantanti che fece recapitare alla band una registrazione di "43% Burnt" in uno stile molto simile a quella originale, con l'aggiunta di alcuni vocalismi originali. La band rimase incredibilmente impressionata dalla dal cantante, così, dopo poche sessioni, Puciato prese il posto di Ingram. La sua prima apparizione fu nel 2001 al CMJ Music Festival di New York.

### 2002-2009

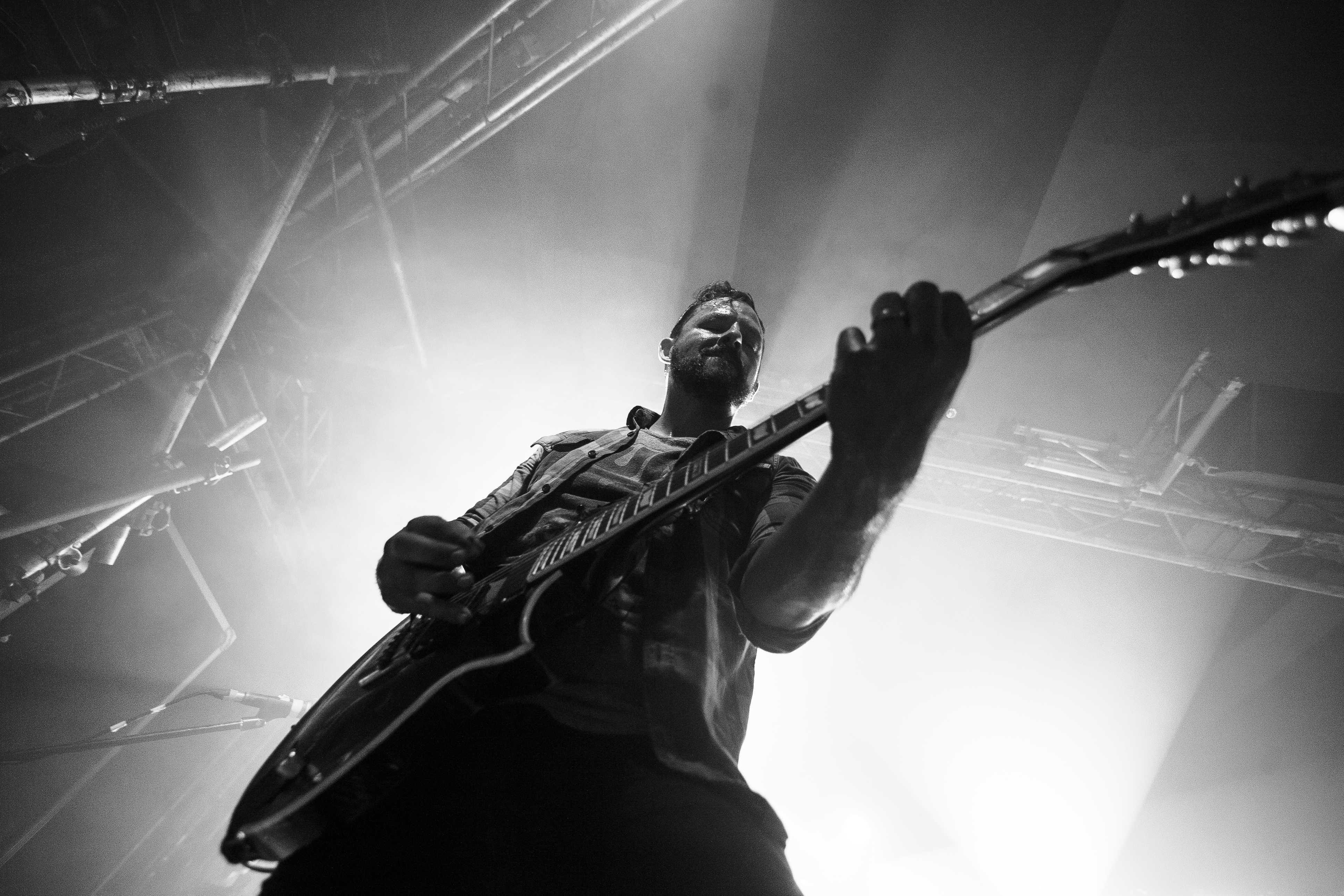
La band in Germania nel 2017

Nel marzo del 2002 il gruppo annunciò la pubblicazione di Irony Is a Dead Scene, l'EP cantato da Mike Patton per la Epitaph Records. La release fu anche il debutto del bassista Liam Wilson, anche se l'ex-bassista Adam Doll appariva sulle registrazioni suonando le tastiere e contribuendo così un'ultima volta prima del definitivo addio ai The Dillinger Escape Plan. Il disco venne pubblicato il 27 agosto 2002, e, fra le altre, conteneva la reinterpretazione della canzone di Aphex Twin "Come to Daddy".
Nel 2003 il gruppo apparve nella colonna sonora del film Underworld con la canzone "Baby's First Coffin", la prima traccia ufficiale con Greg Puciato alla voce.
Miss Machine venne pubblicato negli Stati Uniti il 20 luglio 2004 e nel resto del mondo il 2 agosto dello stesso anno.
All'inizio del 2005, Puciato rivelò in un'intervista che il contratto con la Relapse era per 2 album (incluso Miss Machine) e 2 DVD (senza contare il Bonus DVD di Miss Machine). Nell'ottobre dello stesso anno il cantante disse che il primo DVD era in lavorazione ed espresse il desiderio che il secondo potesse essere un vero e proprio film (come in "A Year and a Half in the Life of Metallica" dei Metallica), non solo dei video live.
Intanto la band continuò per tutto il 2005 a fare tournée, partecipando anche al Vans Warped Tour e al Dave Mustaine's Gigantour. Il gruppo, però, ricevette una pessima accoglienza al Gigantour, soprattutto perché la maggioranza del pubblico attendeva di vedere gruppi metal più tradizionali come Megadeth e Dream Theater. I The Dillinger Escape Plan furono quindi costretti ad abbandonare il tour prima del previsto.
Il 16 febbraio 2009 il chitarrista Ben Weinman annunciò che il nuovo DVD della band si sarebbe intitolato "We're Not Trying to Impress You", come una canzone appartenente al primo demo dei The Dillinger Escape Plan.

### 2010-2013
Nel maggio 2009 la band annunciò al pubblico Option Paralysis, premettendo comunque che non sarebbe stato pubblicato prima del 2010; il 17 novembre i The Dillinger Escape Plan annunciarono che Option Paralysis sarebbe uscito ufficialmente il 23 marzo 2010.

### 2013-2017
Tra il 2013 e il 2017 i The Dillinger Escape Plan hanno pubblicato due album ed un EP: One of Us is the Killer, uscito il 14 marzo 2013, Dissociation uscito il 14 ottobre 2016, ed Instrumentalist, EP pubblicato il 22 aprile 2017; entrambi gli album hanno ottenuto ottimi risultati negli USA in termini di classifica. La band ha inoltre pubblicato il singolo "Happiness is a Smile" nell'aprile 2014, traccia non inclusa in alcun album. Il 29 dicembre 2017 la band ha tenuto il suo ultimo concerto al Terminal 5 di New York prima dello scioglimento.

## Formazione

### Formazione attuale
- Greg Puciato - voce (2001-2017)
- Ben Weinman - chitarra (1997-2017)
- Liam Wilson - basso (2000-2017)
- Billy Rymer - batteria (2009-2017)

### Ex componenti
- Jeff Tuttle - chitarra (2007-2012)
- Dimitri Minakakis - voce (1997-2000)
- Derek Brantley - chitarra (1997)
- John Fulton - chitarra (1997-1999)
- Brian Benoit - chitarra (1999-2005)
- James Love - chitarra (2004-2006)
- Adam Doll - basso (1997-1999)
- Jeff Wood - basso (1999)
- Chris Pennie - batteria (1997-2007)
- Gil Sharone - batteria (2007-2008)

## Discografia

### Album in studio
- 1999 – Calculating Infinity
- 2004 – Miss Machine
- 2007 – Ire Works
- 2010 – Option Paralysis
- 2013 – One of Us Is the Killer
- 2016 – Dissociation

### EP
- 1997 – The Dillinger Escape Plan
- 1998 – Under the Running Board
- 2002 – Irony Is a Dead Scene
- 2003 – Cursed, Unshaven and Misbehavin': Live Infinity
- 2006 – Plagiarism
- 2017 – Instrumentalist

### Split
- 1999 – The Dillinger Escape Plan/Nora
- 1999 – The Dillinger Escape Plan/Drowningman